# Líska turecká

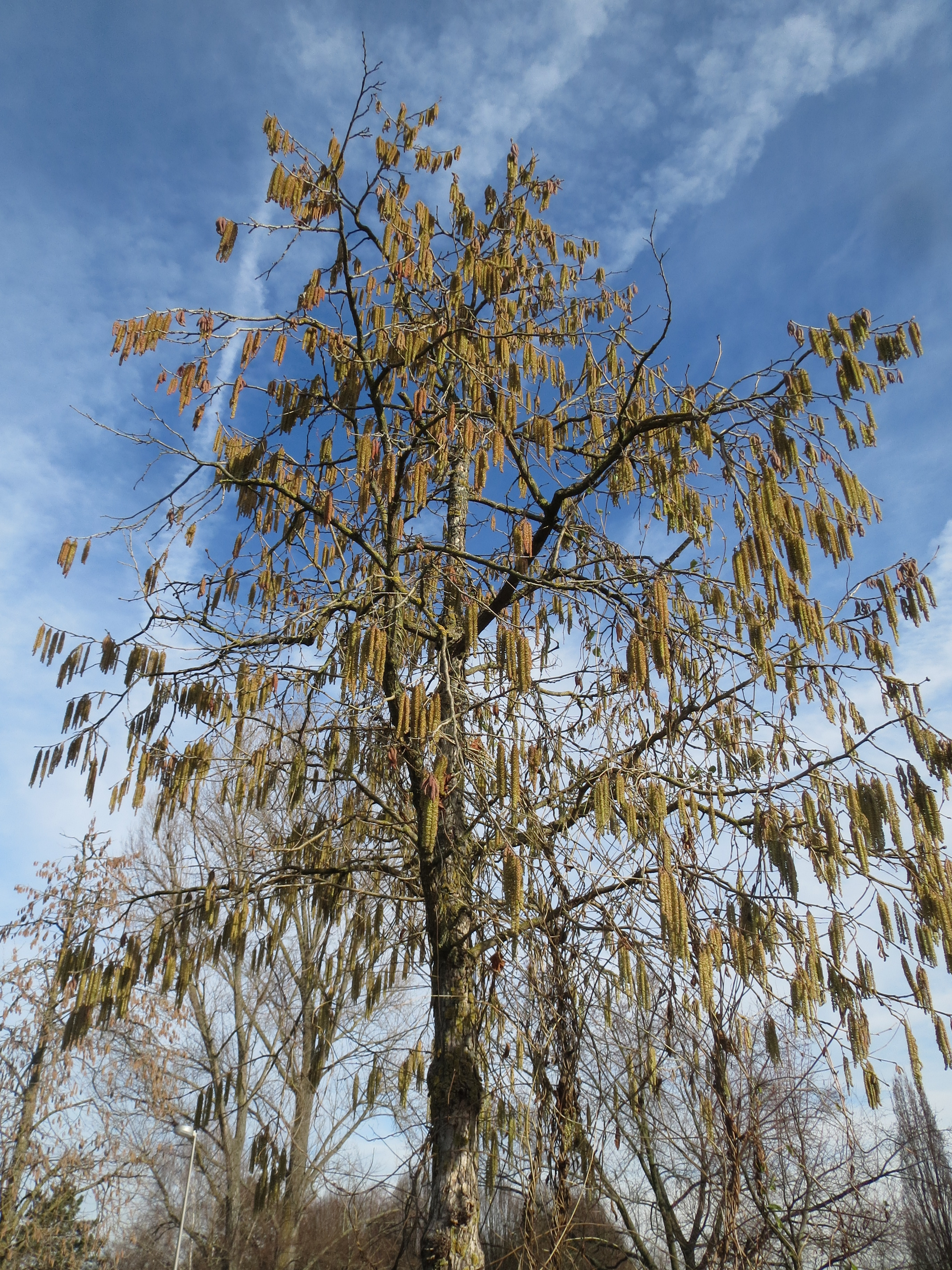
Strom v době kvetení

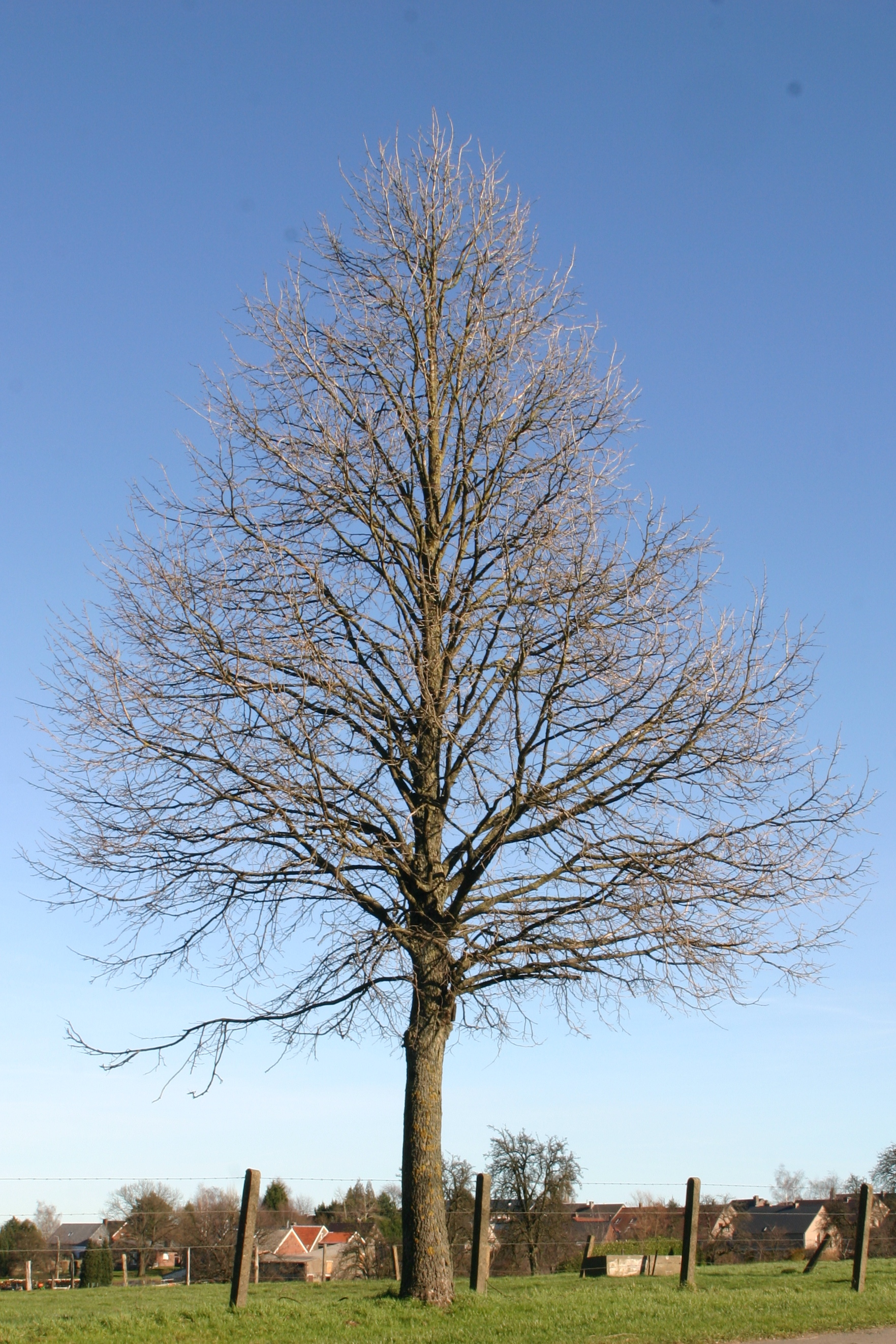
Strom po opadu listů

Líska turecká (Corylus colurna) je jednodomý, opadavý, nevysoký strom pocházející z jihovýchodní Evropy, Kavkazu a jihozápadní Asie. V České republice je klasifikována jako příležitostně se vyskytující neofyt, který bývá často vysazován v městském prostředí, buď jako solitéra, v lemech podél cest či na zpevnění svahů. Do české přírody byla introdukována v roce 1865 a od té doby je pěstována v zahradách a parcích jako okrasná dřevina. Teprve na počátku tohoto tisíciletí byl zjištěn na jedné lokalitě její únik do volné přírody, což svědčí o jejím slabém invazním potenciálu. Je také přitažlivá i produkci plodů, oříšku, které jsou sice menší a mají tvrdší skořápku než líska obecná, jsou však obdobně chutné a výživné.

## Ekologie
Druh je jednodomou dřevinou, kdy jedinec (strom nebo keř) má samčí a zároveň i samičí květy. Líska turecká roste jak v lehkých písčitých, tak i těžkých jílovitých půdách, které mohou být neutrální až alkalické. Nepotřebuje půdu hojně zásobené humusem, ale prospívá v půdě s dostatkem vápence. Stejně dobře se ji daří na plném slunci jako v polostínu. Upřednostňuje vlhkou půdu, ale do hloubky a šířky rozprostřené kořeny ji dovolují růst i v místech s déletrvajícím suchem, snáší také stanoviště se silným větrem. Obvykle se vyskytuje ve smíšených lesích do nadmořské výšky 1800 m.

## Popis
Opadavý strom, který vyrůstá v podmínkách střední Evropy do výše 20 m. Kořenový systém má bohatý, nejprve se vytvoří kůlovitý kořen a později roste množství bočních kořenů zajišťujících dobré ukotvení i v mělkých půdách. Kmen je poměrně krátký, pouze jedinci v hustém porostu mají delší část kmene bez větví, jeho kůra je tmavě šedá a u starších exemplářů korkovitě šupinatá. Koruna stromu je obvykle rozložitá, lehce stavěná, v mládí široce kuželovitá a zašpičatělá, později zaoblená a bývá široká 6 až 9 m. Spodní větve vyrůstají takřka v přeslenech a svírají s kmenem téměř pravý úhel. Letorosty jsou hustě chlupaté, nejprve zelené, později okrové a mají výrazné rezavě hnědé jizvy po opadaných listech.
Listové pupeny se čtyřmi až šesti šupinami jsou vejčité a na vrcholu špičaté, zelenavě hnědé. Listy z nich raší v dubnu, rostou střídavě ve dvou řadách, jsou jednoduché, řapík je průměrně 3 cm dlouhý. Čepel je široce vejčitá, 8 až 15 cm dlouhá a 5 až 10 cm široká, na bázi srdčitá, po obvodě dvakrát pilovitě zubatá nebo mělce laločnatá a na vrcholu krátce špičatá. Listy jsou na svrchní straně sytě zelené, lysé a lesklé, na spodní straně světlejší, pýřité a matné. Obvykle mají pět až šest párů postranních, mírně vystouplých žilek. Jsou těžké, tlusté a nápadně ochable visí z větviček. K podzimu se barví od zelené přes jasně žlutou do hnědé barvy brzy před opadem, který přichází s prvými mrazy. Palisty jsou kopinaté, ostře špičaté.
Samčí květenství jsou jehnědy zakládající se na letorostech již na podzim. Zprvu jsou krátké a zelené, v zimním období zhnědnou a vyrostou do délky 8 až 12 cm. Jednotlivé květy nemají okvětí a vyrůstají po jednom z úžlabí podpůrného zašpičatělého listenu, který částečně srůstá se dvěma listenci. Květ obsahuje čtyři tyčinky nesoucí jednopouzdré prašníky se světle žlutým pylem. Po vyprášení pylu jehnědy s květy opadají.
Samičí květy jsou kulovitého tvaru a vyrůstají na starších větévkách. V době kvetení jsou uzavřené v šupinatém obalu, z něhož ční pouze karmínově červené nitkovité blizny. Květy jsou situovány po dvou v úžlabí opadavého podpůrného listenu. Květ má tři drobné vytrvalé listence, okvětí je tvořeno několika drobnými zoubky a dvoupouzdrý semeník má dvě nitkovité červené blizny. Prašníky s pylem se otevírají a blizny dozrávají ještě před rašením listů, kdy nic nestojí v cestě pylu přenášenému větrem z prašníků na blizny.
Plodem je oříšek vyrůstající v plodenství kulovitého tvaru společně s dalšími pěti až devíti oříšky (výjimečně i dvaceti). Oříšky velikosti do dvou centimetrů jsou kulaté, tmavě žluté a mají poměrně hrubou a tvrdou slupku kryjící semeno (jedlé jádro) s blanitým osemením. Každý oříšek je překryt hlubokým zvonkovitým obalem ze srostlých zvětšených listenců. Obal je do široka rozevřen a v době nezralosti je pokryt žlázkami vylučujícími lepkavý sekret. Po dozrání obaly (rozdělené až k bázi v úzké laloky) uschnou, ztvrdnou a plody opadají. Na dobu zrání má vliv letní teplota – při teplém létě dozrávají plody postupně od konce srpna do počátku října, při chladném uzrají najednou.

## Rozmnožování
Lísku tureckou lze množit generativně semeny nebo vegetativně řízky, odkopky nebo hřížením. Nejjednodušší je množení ze semen, hmotnost tisíce semen bývá 1400 až 1700 g. Je vhodné semena namočit do teplé vody na 48 hodin a pak je 3 až 4 měsíce stratifikovat v chladnu. Koncem jara se vysazují do hloubky cca 5 cm a zpravidla při 20 °C epigeicky vyklíčí za 1 až 6 měsíců, úspěšnost bývá okolo 50 %. Semenáč začíná kvést ve věku 10, nejpozději 20 let, plodí každoročně s tím, že větší produkce semen se opakuje po třech až čtyřech létech. Předčasně setřesená, nedozrálá jádra se scvrkávají a neklíčí.

## Význam
Významným produktem je i dřevo stromů, jehož jádro i běl jsou stejnobarvé, od světlé kávy po světle oranžově hnědou. Dřevo je průměrně těžké 500 až 600 kg/m³, středně tvrdé, ale ve vlhku není příliš trvanlivé. Je dobře opracovatelné, často se soustruží, používá se v nábytkářství, bytové architektuře a vyrábějí se z něj umělecké předměty. Časté je průmyslové využití dřeva na nábytek a výřezů s očkovou texturou na dýhy. Dřevo z kořene je využíváno na intarzie.
Plody lísky turecké jsou v porovnání s lískou obecnou menší a pro tvrdou skořápku i hůře dostupné. Plod váží průměrně 1,5 gramů a jeho jedlé jádro asi jen čtvrtinu. Nutričně jsou si jádra podobná, na olej připadá asi 60 % a cukry 20 %.
Líska turecká často slouží jako okrasná parková nebo alejová dřevina, velmi dobře snáší průmyslové exhalace a následkem hlubokého, rozložitého kořenového systému i déle trvající sucho. Je užitečná i při zpevňování půdy na místech se silnou erozí. V zahradnictví se používá jako podnož k roubování jiných druhů lísek.
V České republice se pro okrasu obvykle pěstuje vyšlechtěný kultivar 'Granát' (listy na mladých výhonech jsou zprvu intenzivně tmavě červenohnědé a na rubu vínové, později na líci tmavě zelené a na rubu zůstanou červené jen nervy a řapík) a kultivar 'Te-Terra Red' (koruna je vzpřímená, kuželovitá a listy jsou velké, purpurově zbarvené).

## Galerie

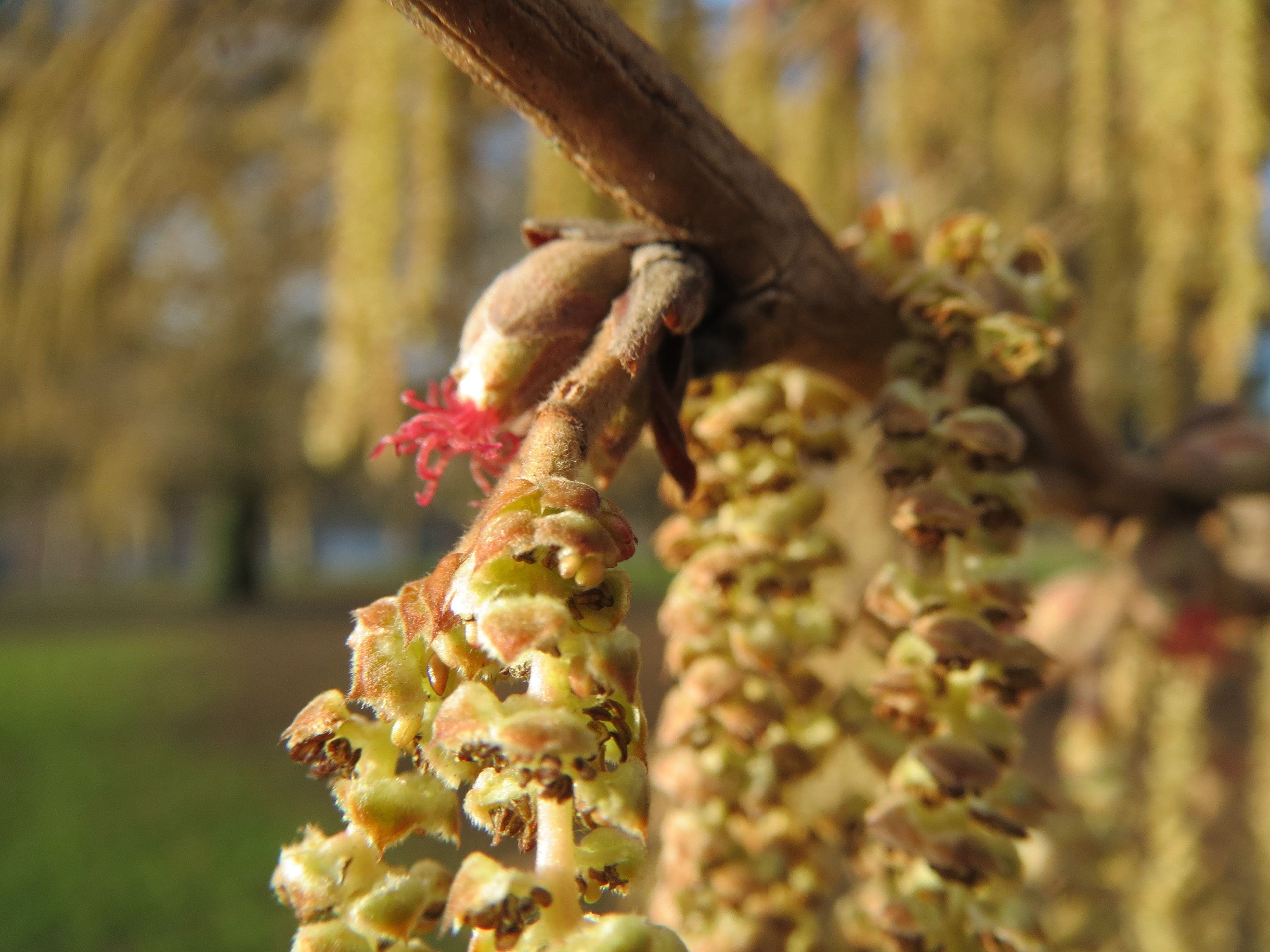
Samčí i samičí květy
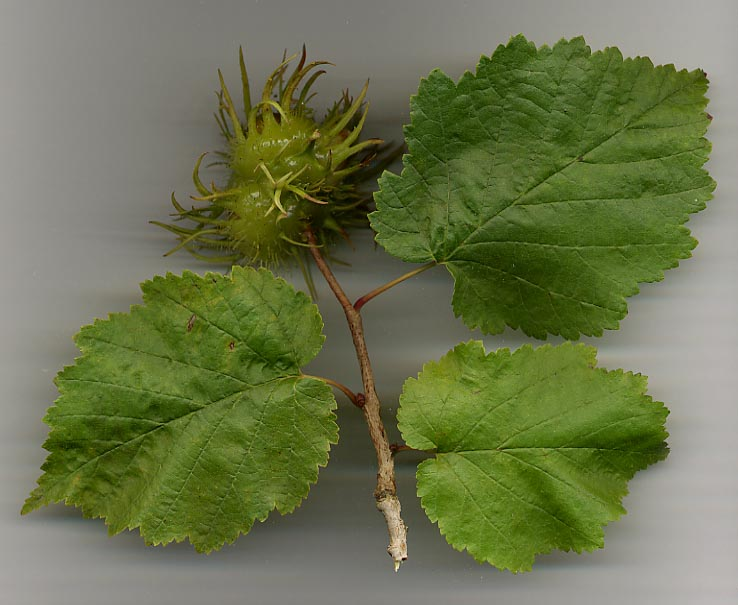
Nezralé plodenství
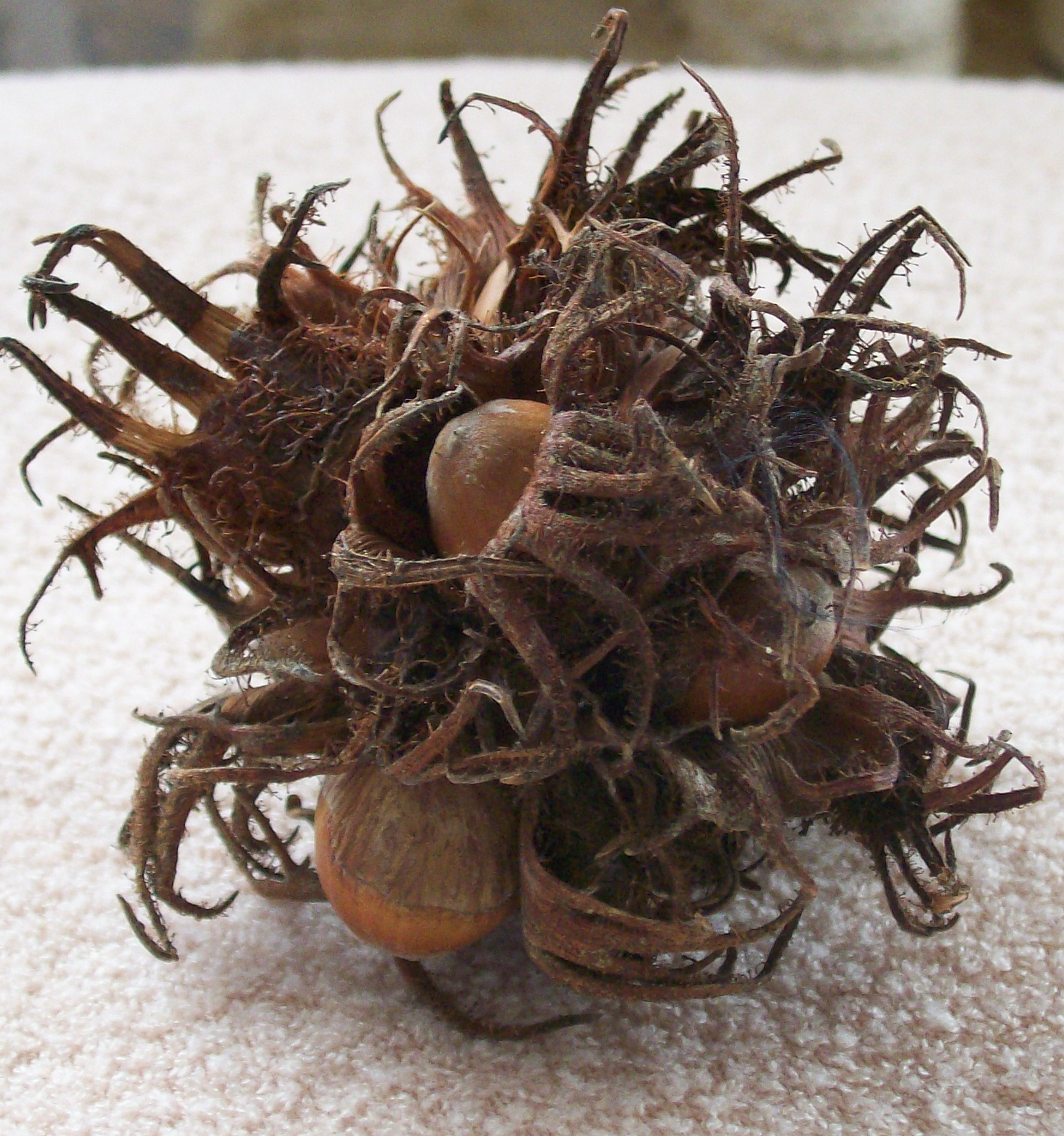
Plody
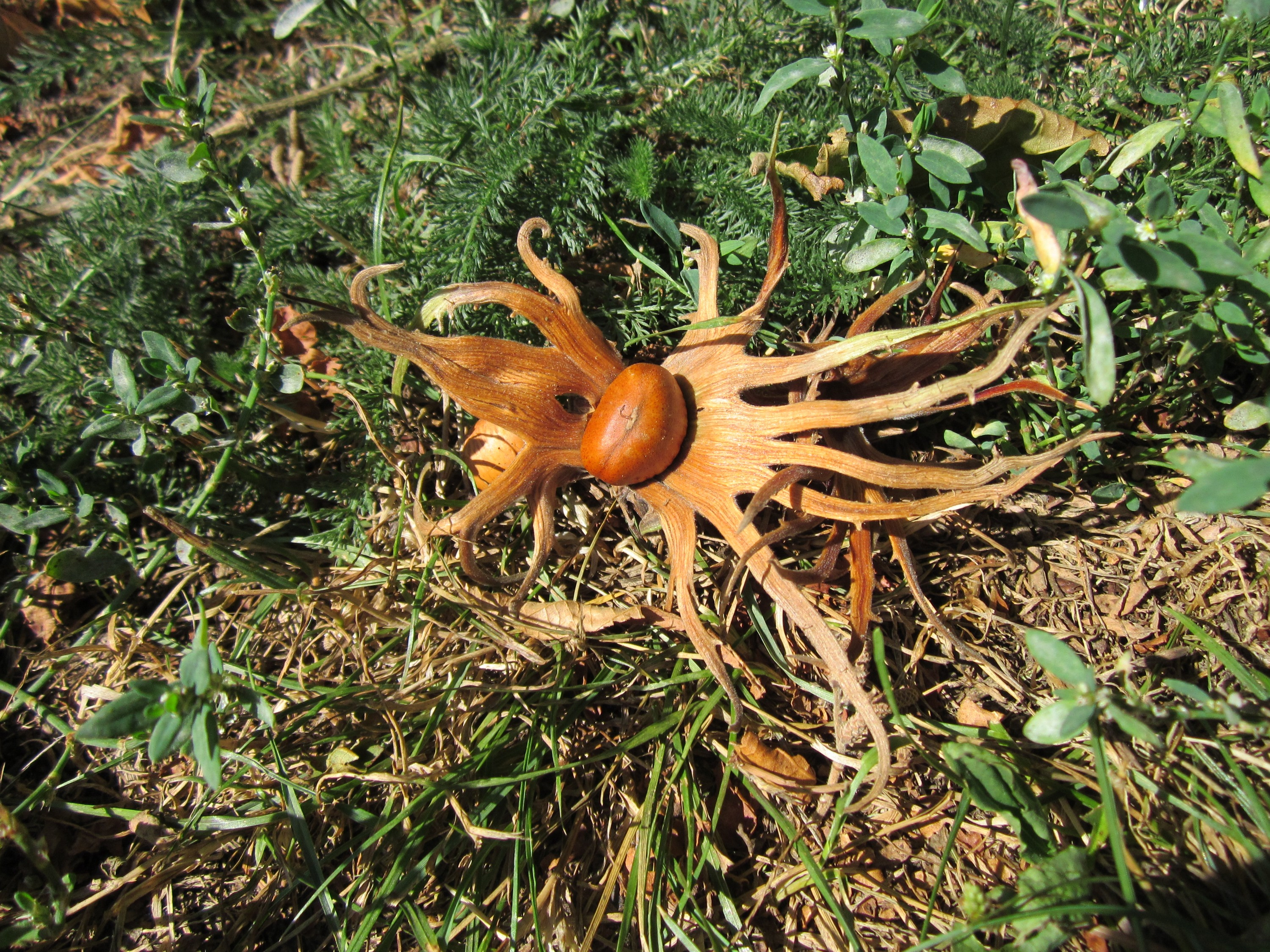
Oříšek s obalem